# 신강향

신강 향의 위치

신강향(한국어: 신항향, 중국어: 新港鄉, 병음: Xīngǎng Xiāng)은 중화민국 자이 현의 향이다. 넓이는 66.0495km2이고, 인구는 2015년 8월 기준으로 32,917명이다.

## 지리
신강 향은 자이 현의 북서단에 위치하고 동쪽은 민슝 향 및 시커우 향과 서쪽과 북쪽은 베이강시(北港溪)를 사이에 두고 윈린 현 베이강 진 및 위안창 향과 남쪽은 푸쯔시(朴子渓)를 사이에 두고 타이바오 시와 각각 접하고 있다. 자난 평원 북부에 위치하고 베이강시와 푸쯔시에 남북으로 끼어 있어 지세는 평탄하다.

## 역사
신강의 옛 이름은 신남항(新南港)이다. 취락 형성 초기에는 분항(笨港) 지구의 일부분이었다. 당시에는 원주민인 평포족의 활동 지역이었지만 1621년, 해적의 안사제가 민중을 거느리고 상륙해 분항 10채(笨港十寨)를 설치했고 장주 및 천주로부터 이주자를 모집해 개발이 진행되어, 강희 연간에는 이미 가구가 형성되어 중요한 항만으로서 발달하고 있었다.
1750년, 분항계(笨港溪, 현재의 베이강시)에서 대홍수가 발생해 그 전까지 하나의 지역이었던 분항이 분항북가(분북항)과 분항남가(분남항)로 분할되었다. 1782년, 장주계 주민과 천주계 주민의 충돌이 발생하면서 천주인은 분남항을 공격했고 여기에 임상문 사건과 분항계의 홍수가 겹쳐 분남항의 주민은 동남쪽의 마원료(麻園寮)로 이주해 신남항(新南港)이라는 취락을 형성했다. 여기서 분항의 역사 문화를 계승해 오늘날의 신강 발전의 기초를 쌓았다. 또한 청말에는 신항으로 개칭되어 현재의 지명이 탄생하였다.
1920년, 타이완의 지방제 개편이 행해지면, 타이완 총독부에 의해 타이완 안에 여기저기 있는 신코(新港)라는 지명의 중복 문제를 고려해 신코 장(新巷庄)으로 개칭해 다이난 주 가기 군의 관할로 했다. 전후에 신강이라는 명칭이 부활해 타이난 현 신강 향이 설치되었다. 1950년에 자이 현 신강 향으로 개편되어 현재에 이르고 있다.